# گرافنشاخن
گرافنشاخن (به آلمانی: Grafenschachen) یک منطقهٔ مسکونی در اتریش است که در ناحیه اوبروارت واقع شده‌است. گرافنشاخن ۱٬۲۲۲ نفر جمعیت دارد.